# Итапаси
Итапаси (порт. Itapaci)  —  муниципалитет в Бразилии, входит в штат Гояс. Составная часть мезорегиона Центр штата Гойас. Входит в экономико-статистический  микрорегион Серис. Население составляет 14 876 человек на 2006 год. Занимает площадь 956,126 км². Плотность населения — 15,6 чел./км².
Праздник города — 11 августа.

## Статистика
- Валовой внутренний продукт на 2003 год составляет 76 198 263,00 реалов (данные: Бразильский институт географии и статистики).
- Валовой внутренний продукт на душу населения на 2003 год составляет 5275,79 реалов (данные: Бразильский институт географии и статистики).
- Индекс развития человеческого потенциала на 2000 год составляет 0,724 (данные: Программа развития ООН).